# طورطول لومانزا
طورطول لومانزا (13 أبريل 1994 بأنتويرب في بلجيكا - ) هو لاعب كرة قدم بلجيكي في مركز الوسط. شارك مع منتخب بلجيكا تحت 17 سنة لكرة القدم ومنتخب بلجيكا تحت 18 سنة لكرة القدم ومنتخب بلجيكا تحت 19 سنة لكرة القدم. أما مع النوادي، فقد لعب مع ستاندارد لييج وفاسلاند بيفيرين ونادي سينت ترويدن.

## وصلات خارجية
- طورطول لومانزا على موقع الاتحاد الأوربي (الإنجليزية)
- طورطول لومانزا على موقع الاتحاد البلجيكي (الإنجليزية)
- طورطول لومانزا على موقع اتحاد تركيا (لاعب) (الإنجليزية)
- طورطول لومانزا على موقع قاعدة بيانات كرة القدم.إي يو (الإنجليزية)
- طورطول لومانزا على موقع Soccerway.com (الإنجليزية)
- طورطول لومانزا على موقع AS.com (الإسبانية)